# Mason Greenwood
Mason Will John Greenwood (Bradford, Regne Unit, 1 d'octubre de 2001) és un futbolista anglès que juga com a davanter a l'Olympique de Marsella.
Greenwood va debutar com a titular amb el Manchester United el 2019, en un partit de la Lliga Europa de la UEFA contra l'Astana, en el qual va marcar convertint-se en el golejador més jove de la història del club en competició europea a l'edat de 17 anys i 353 dies.
Al gener del 2022, Greenwood va ser detingut com a sospitós de violar i agredir la seva parella i uns dies després, com a sospitós d'agressió sexual i amenaces de mort. Des de llavors que Greenwood no entrena amb el seu actual club, el Manchester United FC, ni amb la selecció anglesa. A l'octubre del mateix any va ser acusat formalment de violació, agressió sexual amb lesions corporals, comportament controlador i coerció.

## Trajectòria

### Inicis
Greenwood va fitxar pel Manchester United FC als sis anys, jugant a l'acadèmia del club a Halifax. Després de progressar en les categories inferiors del club, va començar la temporada 2017-18 amb l'equip sub-18, tot i ser elegible per l'equip sub-16, i va acabar com a màxim golejador de la U18 Premier League North amb 17 gols en 21 partits. Al maig de 2018, Greenwood va ser escollit millor jugador del torneig després de guanyar amb el seu equip l'ICGT Trophy als Països Baixos.

### Temporada 2018-19
El juliol de 2018, Greenwood va viatjar amb el primer equip a la gira de pretemporada als Estats Units. El 20 de juliol, va debutar en partit no oficial entrant com a substitut de Luke Shaw al minut 76 de partit en un empat 1-1 contra el Club América. També va participar en un empat 0-0 contra San Jose Earthquakes tres dies més tard. El 2 d'octubre, Greenwood va signar el seu primer contracte professional amb el club. Al desembre, va ser seleccionat per José Mourinho per entrenar amb el primer equip amb vistes al partit de la Lliga de Campions de la UEFA contra el València CF.
El 6 de març de 2019, amb Ole Gunnar Solskjær a la banqueta, Greenwood va debutar en partit oficial substituint Ashley Young al minut 87 del partit de Lliga de Campions contra el Paris Saint-Germain, amb victòria 3-1 per al conjunt anglès. A l'edat de 17 anys i 156 dies, es va convertir en el segon jugador més jove en la història del club en competició europea en l'era Lliga de Campions, només per darrere de Norman Whiteside. Quatre dies més tard, va debutar a la Premier League com a substitut en la derrota 2-0 contra l'Arsenal FC, convertint-se en un dels jugadors més joves en la història del club en debutar a la lliga.
El 7 de maig, Greenwood va ser nomenat millor jugador del mes d'abril en la Premier League 2.
El 12 de maig, en l'últim partit de la temporada, Greenwood va debutar com a titular amb el primer equip en una derrota 2-0 contra el Cardiff City.

### Temporada 2019-20
El 17 de juliol, Greenwood va marcar el seu primer gol amb el primer equip en una victòria en partit amistós de pretemporada contra el Leeds United FC per 4-0, al qual va sumar un segon al següent partit amistós contra l'Inter. Va començar la temporada entrant com a substitut en cadascun dels quatre primers partits de lliga del United, abans de ser titular en el primer partit de la Lliga Europa contra l'Astana del Kazakhstan; va marcar l'únic gol del partit, convertint-se en el golejador més jove de la història del club en competició europea amb 17 anys i 353 dies. Va marcar una setmana després contra el Rochdale en eliminatòria de la EFL Cup. El 7 de novembre va marcar i va assistir Anthony Martial en una victòria per 3-0 contra el Partizan, classificant el United per a la fase eliminatòria de la Lliga Europa. El 24 de novembre, Greenwood va marcar el seu primer gol a la lliga en un empat 3-3 contra el Sheffield United.

## Trajectòria internacional
Greenwood ha representat la selecció anglesa sub-17 jugant sis partits en la temporada 2017-18 i va formar part de l'equip que va participar en el Torneig de l'Algarve a Portugal.
El 30 d'agost de 2019, Greenwood va ser convocat per la selecció anglesa sub-21 per primer cop i va debutar entrant com a substitut al minut 59 en una victòria per 3-2 contra Turquia el 6 de setembre de 2019, en partit de classificació per al Campionat d'Europa de futbol sub-21 de 2021. El 19 de novembre de 2019, Greenwood va marcar el seu primer gol amb la sub-21; marcant el gol de l'empat contra Països Baixos en un partit que Anglaterra acabaria perdent per 2-1.

## Vida personal
Greenwood va néixer a Bradford, West Yorkshire i va créixer a la zona de Wibsey de la ciutat. La seva família té trajectòria en el món de l'esport; la seva germana, Ashton, és atleta.

## Estadístiques
Actualitzat de 28 de novembre de 2019
| Club                 | Temporada     | Lliga          | Lliga   | Lliga | FA Cup  | FA Cup | EFL Cup | EFL Cup | Europa  | Europa | Altres  | Altres | Total   | Total |
| Club                 | Temporada     | Divisió        | Partits | Gols  | Partits | Gols   | Partits | Gols    | Partits | Gols   | Partits | Gols   | Partits | Gols  |
| -------------------- | ------------- | -------------- | ------- | ----- | ------- | ------ | ------- | ------- | ------- | ------ | ------- | ------ | ------- | ----- |
| Manchester United FC | 2018-19       | Premier League | 3       | 0     | 0       | 0      | 0       | 0       | 1       | 0      | —       | —      | 4       | 0     |
| Manchester United FC | 2019-20       | Premier League | 10      | 1     | 0       | 0      | 1       | 1       | 4       | 2      | —       | —      | 15      | 4     |
| Manchester United FC | Total         | Total          | 13      | 1     | 0       | 0      | 1       | 1       | 5       | 2      | —       | —      | 19      | 4     |
| Carrera total        | Carrera total | Carrera total  | 13      | 1     | 0       | 0      | 1       | 1       | 5       | 2      | 0       | 0      | 19      | 4     |